# کایروو (نبراسکا)
کایروو(به انگلیسی: Cairo) شهری در ایالت نبراسکا کشور ایالات متحده آمریکا است که جمعیت آن در سرشماری سال ۲۰۱۰ میلادی، ۷۸۵ نفر بوده‌است.